# Pueblos Mágicos
Pueblos Mágicos (magiska byar) är ett projekt som skall  öka turismen i ett antal sevärda småstäder i Mexiko. Det startades 2001 av landets turistdepartement (SECTUR) i samarbete med andra statliga organisationer. De första städerna som utsågs till Pueblo Mágico var Huasca de Ocampo, Real de Catorce och Mexcaltitán och idag (2019) är 121 mindre städer med i programmet.

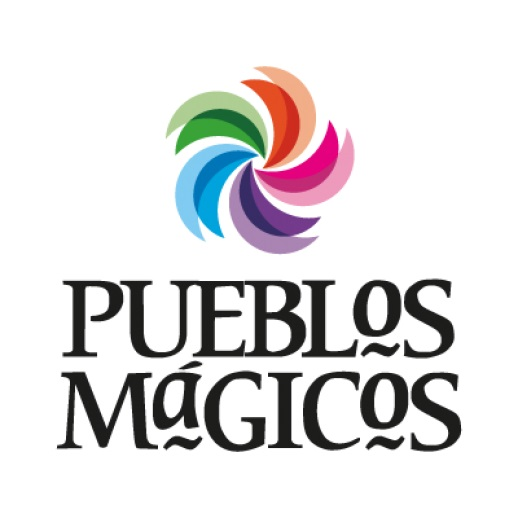
Projektets logotyp.

En Pueblo Mágico skall ha minst 5 000 invånare, ligga i närheten av en större stad, ha minst en unik sevärdhet och ge sina besökare en "magisk" upplevelse. Det finns magiska byar i de flesta av Mexikos delstater, som har valts ut på grund av sina vackra omgivningar, rika kultur och historiska betydelse. Staden San Miguel de Allende var en Pueblo Mágico från 2002 till 2009 men förlorade sin status då den utsågs till världsarv av Unesco.